# 이상설
이상설(李相卨, 1870년 음력 12월 7일 ~ 1917년 4월 1일)은 대한제국 의정부 참찬 등을 지낸 조선(대한제국)의 문신이자, 일제강점기의 독립운동가이다.
자(字)는 순오(舜五), 호(號)는 보재(溥齋)이다. 본관은 경주이다. 1907년 만국 평화 회의에 특사로 파견되어 활동하였고, 이후 해외 독립운동 기지 건설에 이바지하였다. 연해주 블라디보스토크에서 1911년 권업회 창설과 1914년 러일전쟁 10주년 기념일을 기하여 대한광복군 정부 수립을 주관하여 정통령에 선임되기도 했다

## 생애
1870년 12월 7일 충청북도 진천군에서 태어났다. 생부는 이행우(行雨)였으나, 1876년 이용우(龍雨)의 양자로 입적되었다.

### 관직 생활
1894년 전시(殿試)에 병과로 급제하였다.
1896년 성균관 교수가 되고, 탁지부재무관에 임명되었으며, 이무렵 호머 헐버트와 친교를 맺고, 신학문에 접한다.
1900년 일본에서 인기 있던 우에노 기요시(上野淸, 1854~1924)의 '근세산술(近世算術)'을 번역·편집하여 《산술신서》(算術新書)를 편찬하였다.
1904년, 일제가 황무지의 개간권을 요구했을 때, 박승봉과 연명으로 그 침략성과 부당성을 들어 이를 반대하는 상소를 올렸으며, 이해 8월에 보안회의 후신으로 결성된 대한협동회(大韓協動會)의 회장에 선임되었다. 다음해 1905년 법부 협판, 의정부 참찬을 지냈다. 이 무렵부터 그는 외국 서적등을 참조하며 만국공법(萬國公法) 등 법률을 번역하고 연구했다. 1905년 을사늑약 체결 당시, 그는 조약 체결 결사반대와 오적의 처단을 주장하는 상소(上疏)를 고종에게 5차례 올렸으나, 12월 관직에서 물러나게 되고 자결을 기도하였으나 실패에 그쳤다. 이후 국권 회복, 애국 계몽 운동에 앞장서게 되었다.

### 헤이그 밀사
1907년, 러시아 제국 군주 니콜라이 2세의 발의로 네덜란드 헤이그에서 제2회 만국 평화 회의가 개최되자, 고종은 그를 정사로 하고, 고종의 명을 받아 헤이그에 밀사로 파견되었다.(헤이그 밀사 사건 참조.) 고종의 밀지를 받고 네덜란드 헤이그에서 열린 헤이그 만국평화회의에 이준, 이위종과 함께 참석하려고 하였으나, 일제의 계략으로 참석을 거부당했다.
1907년 7월 5일에 이상설이 만국평화 회의장에 나가, 호소하는 글을 막힘이 없는 불어로 발표하니 그 내용은 다음과 같다.
우리들은 삼가 황제의 뜻을 받들고 귀국 총통과 대표에게 눈물로써 고하나니 우리 한국이 1884년에 자주 독립국이 된 것은 공인된 사실이고 이로써 각국과 수교를 계속해 온 것이다. 그러나 1905년 11월 17일 이후 일본이 무력으로 우리나라를 압박하여 각국에 대한 국제 교섭의 권리를 강탈하였다.
현재 일본이 우리나라에 대해 취하는 사례를 두 세 개 열거해보면,
- 모든 정무를 우리 황제의 승인을 받지 않고 마음대로 시행하는 것
- 일본이 육해군의 세력을 믿고 한국을 압박하는 것
- 일본이 한국의 모든 법률과 풍속을 파괴하는 것

등이니 총통께서는 정의에 근거하여 처단하라.

한국은 자주국인데 어째서 일본이 한국의 국제 교섭에 간여하여 우리나라 황제의 명을 받든 사절단이 이 회의에 참석하지 못하는가?

귀국 총통 및 대표는 위기에 빠진 약소국을 돕고 조력을 베풀어 우리 사절단을 만국 평화 회의에 참석시키고 모든 호소를 허용하기를 간절히 바란다.

헤이그 특사의 실패 후 일제는 궐석 재판에서 그에게 사형을 언도했고, 이에 따라 그는 죽을 때까지 고국으로 돌아오지 못하게 되면서 1908년 이후 사실상 대한제국 관직에서 은퇴했다. 이후 미국에서 대한제국의 독립 지원을 계속 호소하는 한편, 각지의 미주 한인교포를 결속시키는 데 힘쓰고 콜로라도 주에서 개최된 애국동지대표회에 연해주 한인대표로 참석했다. 1909년에는 국민회(國民會) 중심의 독립 운동 확대를 위해 이위종과 함께 블라디보스토크로 갔다.

### 국권회복운동
이에 앞서 1906년 이동녕, 정순만 등과 함께 조국을 떠나 상하이와 블라디보스토크를 거쳐 러시아령 연해주지역인 연추로 가서 이범윤과 국권회복운동에 논의하고, 간도 용정촌으로 갔다. 이곳에서 여준, 왕창동, 박무림 등과 서전서숙을 설립하고, 신학문과 항일민족교육에 힘썼으나, 일제의 탄압으로 다음해 서전서숙의 문을 닫아야만 했다.
러시아와 만주 국경지방 사이 부근에 한인들을 이주시키고, 최초의 독립 운동 기지라 할 수 있는 한흥동을 건설했다. 1910년 국내외의 의병을 통합하여 보다 효과적인 항일전쟁을 수행하고자 유인석, 이범윤, 이남기 등과 연해주 방면에 모인 의병을 규합하여 13도의군을 편성하고, 퇴위된 상태에 있는 고종에게 13도의군 편성을 상주하고, 군자금의 하사와 고종의 러시아 망명을 권하는 상소문을 올려 망명정부의 수립을 시도했었다. 이해 1910년 한일합병이 체결되자, 연해주와 간도 등의 한인들을 규합하여 블라디보스토크에서 성명회(聲明會)를 조직하고, 한일합병의 반대운동을 전개했으며 미국, 러시아 제국, 청나라 등에 일제의 침략규탄과 한민족의 독립결의를 밝히는 선언서를 보냈다.
이해 일제의 교섭에 의하여 러시아 제국 관헌에 체포되어 니콜리스크로 추방되었으나, 다음해 다시 블라디보스토크로 돌아왔다. 이상설은 권업회를 조직하여 '권업신문'을 간행하고 한인학교들을 확장시키는 한편, 한인교포의 경제향상과 항일독립운동을 위한 기관으로 발전시키는 데 힘을 썼다. 1914년 이동휘, 이동녕, 정재관 등과 함께 중국과 러시아 제국령 안에서 규합한 모든 한인들을 모아, 한일합병 후(3.1운동 전) 최초의 망명정부인 대한 광복군정부를 세워 정통령에 선임되었다.
그러나 대한 광복군정부가 수립되었을 때 제1차 세계대전이 일어나자 일제와 러시아제국이 연합국으로 동맹하여 한인들의 정치 및 사회 활동을 철저히 엄금했기 때문에 대한 광복군정부는 표면적인 활동을 하지 못한 채 해체되었고, 권업회마저 러시아 관헌에 의해 해산당했다. 1915년 상하이시에서 박은식, 신규식, 조성환 등과 신한혁명당을 조직하여 본부장에 선임되었다.

### 최후
1917년 4월 1일, 망명지인 연해주 니콜리스크에서 병사했다. 그는 죽기 전에 "동지들은 합세하여 조국 광복을 기필코 이룩하라. 나는 조국 광복을 이루지 못하고 이 세상을 떠나니, 어찌 고혼인들 제국에 돌아갈 수 있으랴. 내 몸과 유품은 모두 불태우고, 그 재도 바닥에 날린 뒤 제사도 지내지 말라."는 유언을 남겼다. 유언에 따라 유해는 화장하고, 문고도 모두 불태워졌다.

## 사후
- 대한민국 정부는 그의 공훈을 기려 1962년 건국훈장 대통령장을 추서하였다.
- '이상설 선생 기념사업추진위원회'에서 1971년 숭모비(崇慕碑)를 건립하였고, 1975년 숭렬사(崇烈祠)를 건립했다.
- 대한민국 국가보훈처는 2005년 12월 그를 이 달의 독립운동가에 선정하였다.

## 가족 관계
- 양부: 이용우(李龍雨)
- 생부: 이행우(李行雨)[4]
- 생모: 벽진 이씨
- 처: 달성 서씨 - 참판 서공순의 장녀

## 저서
- 《산술신서(算術新書)》 (1900년)

## 같이 보기
- 헤이그 밀사 사건
- 권업회
- 이위종
- 이동휘
- 이준
- 최재형
- 서전서숙
- 대한광복군정부
- 독립유공자로 대통령장을 수여받은 사람
- 13도 의군
- 진천 이상설 생가 - 충청북도 기념물 제77호

## 참고자료
- 이 달의 독립 운동가 상세자료 - 이상설, 국가보훈처, 2005년 12월
- 이상설 : 독립유공자 공훈록 - 국가보훈처